# Wortegem-Petegem
Pour les articles homonymes, voir Petegem.
Wortegem-Petegem est une commune néerlandophone de Belgique située en Région flamande, dans la province de Flandre-Orientale.

## Sections de la commune
| # | Section                | Superf. (km²) | Habitants (2020) | Habitants par km² | Code INS |
| - | ---------------------- | ------------- | ---------------- | ----------------- | -------- |
| 1 | Petegem-aan-de-Schelde | 11,74         | 2.075            | 177               | 45061A   |
| 2 | Wortegem               | 15,78         | 2.079            | 132               | 45061B   |
| 3 | Moregem                | 4,12          | 409              | 99                | 45061C   |
| 4 | Ooike                  | 4,67          | 700              | 150               | 45061C8  |
| 5 | Elsegem                | 6,14          | 1.132            | 184               | 45061D   |

## Héraldique
|  | La commune possède des armoiries qui lui ont été octroyées le 1er juillet 1986. Ce sont celles de Moregem qui lui avaient été octroyées le 28 février 1931. Ce sont les armoiries de l'ancien conseil de (Issel) Moregem. Le domaine avait compétence sur un grand territoire et possédait un grand nombre de familles. En 1588, il fut promu baronnie. Les armoiries apparaissent sur le sceau de 1694 du conseil et montrent les armoiries de la famille Spiere, barons de Moregem à l'époque. Blasonnement : D'argent à la croix d'azur. D'argent à trois quintefeuilles de gueules sur le tout. L'écu timbré d'une couronne à sept perles d'or. - Délibération communale : 30 janvier 1979 - Arrêté de l'exécutif de la communauté : 8 juin 1979 - Moniteur belge : 12 septembre 1979 Source du blasonnement : Heraldy of the World. |

## Évolution démographique
Graphe de l'évolution de la population de la commune. Les données ci-après intègrent les anciennes communes dans les données avant la fusion en 1977.
- Source : DGS - Remarque: 1831 jusqu'à 1981=recensement; depuis 1990=nombre d'habitants chaque 1er janvier[3]